# بكري (اسم)
بكري هو اسم علم مذكر من أصل عربي، ومعناه هو الياء فيه للنسبة، وهو الفتيم ن الرجال، المبكر من الرجال.

## شخصيات تحمل الاسم
- بكري أبو الهدى حلاق (10 يناير 1970 – )
- بكري الصدفي
- بكري الطرابيشي (1931 – 23 فبراير 2012)
- بكري الكردي (1909 – 1978)
- بكري المدينة (لاعب كرة قدم سوداني، 1988[3] – )
- بكري حسن صالح (سياسي سوداني، 1949 – )
- بكري طراب (لاعب كرة قدم سوري، 20 يناير 1985 – )
- بكري مصطفى باشا (صدر أعظم عثماني، القرن 17 – 1690)
- بكري العطار (عالم دمشقي، 1251 هـ _1320 هـ)
- بكري الحلبي (عالم مسلم ومتصوف، 1910_29 مارس 1979)
- بكري شيخ أمين (باحث ولغوي وكاتب سوري، 1930_5 فبراير 2019)
- أبو بكري ياكوبو (لاعب كرة قدم غاني، 13 ديسمبر 1981_31 أكتوبر 2017)

## وصلات خارجية
- موسوعة السلطان قابوس لأسماء العرب